# Национальный заповедник Бочарова

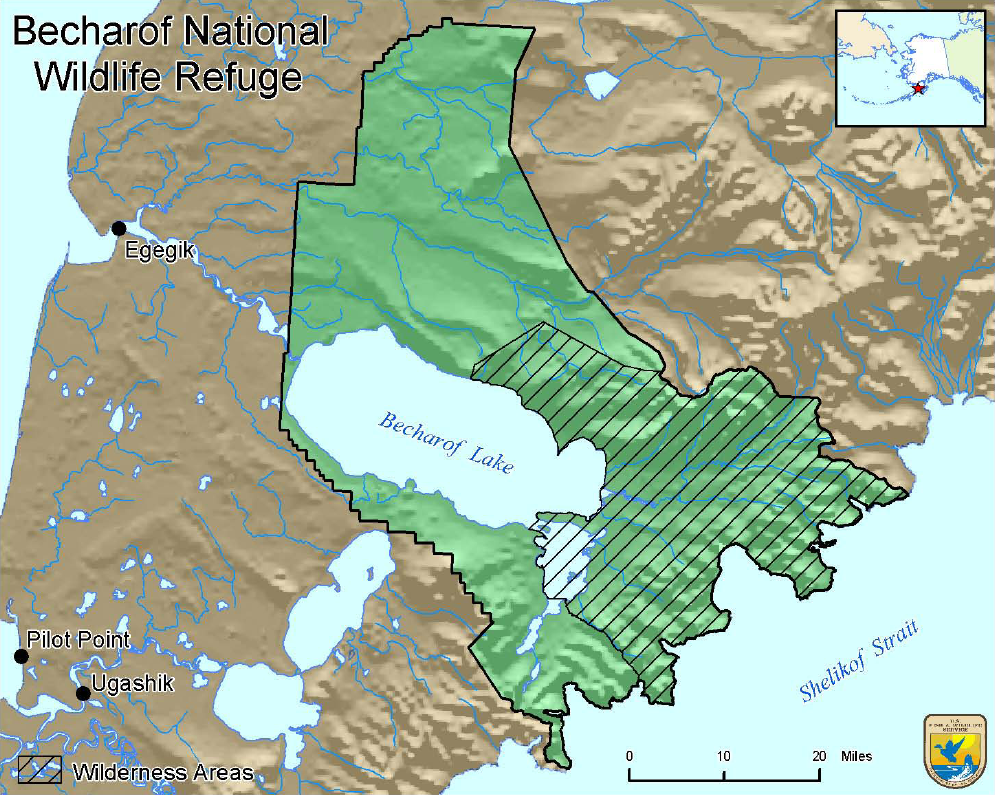
На карте севера полуострова Аляска

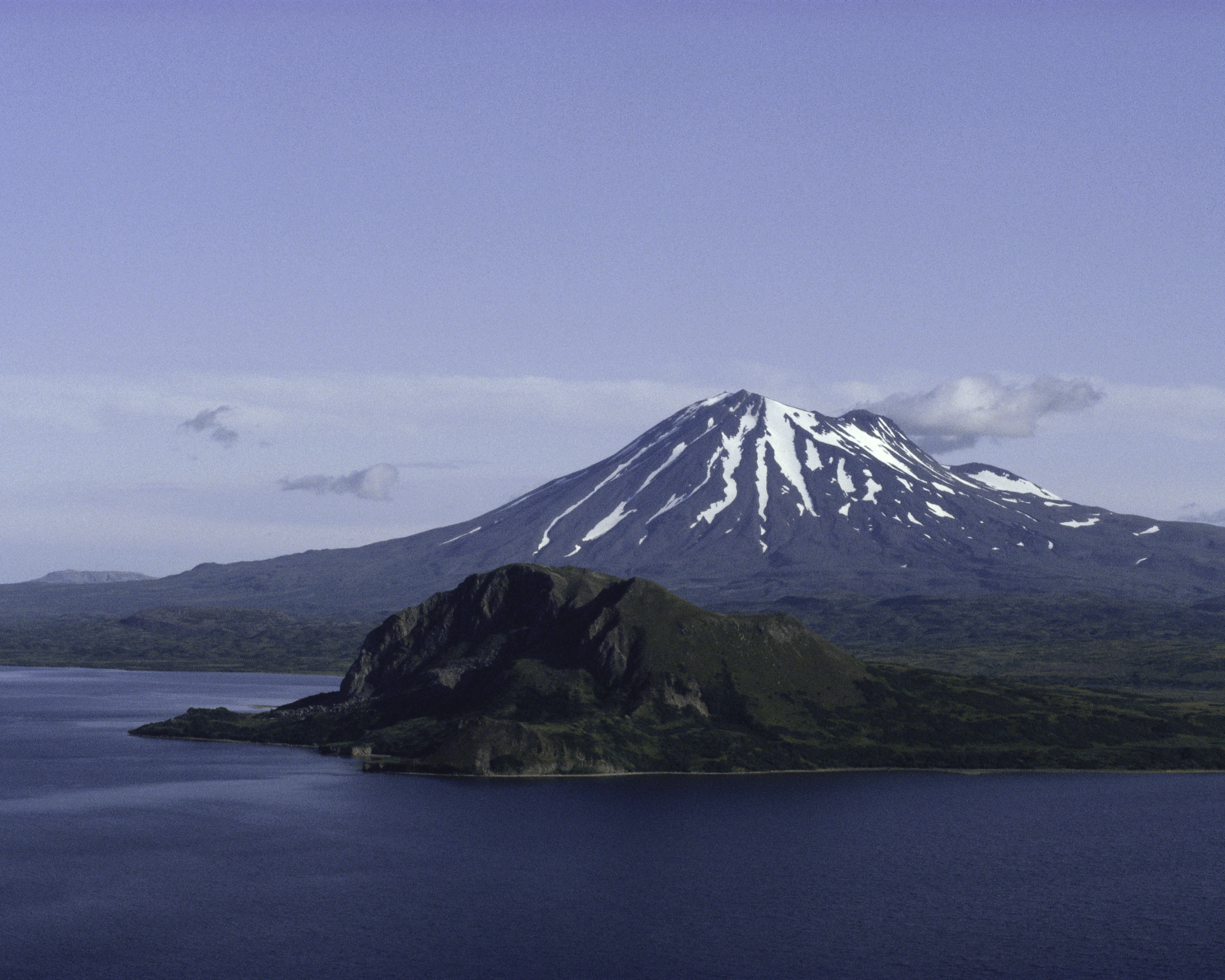
Озеро Бочарова и стратовулкан Угашик-Пеулик

Национальный заповедник Бочарова (англ. Becharof National Wildlife Refuge) — национальный резерват дикой природы, расположенный в штате Аляска, США. Управляется Службой охраны рыбных ресурсов и диких животных США.

## География
Заповедник находится в северной части полуострова Аляска полностью в пределах Алеутского хребта, на западе вплотную примыкает к Национальному заповеднику полуострова Аляска, а на северо-востоке — к национальному парку Катмай. Административно занимает части боро Лейк-энд-Пенинсула и Кадьяк-Айленд. Ближайший населённый пункт — городок Кинг-Салмон. «Сердцем» заповедника является озеро Бочарова и возвышающийся на его берегу стратовулкан Угашик-Пеулик. Площадь заповедника — 4860 км².

## История
Заповедник был образован 2 декабря 1980 года согласно акту Alaska National Interest Lands Conservation Act. В 1989 году экологии заповедника был причинён серьёзный ущерб выбросом нефти из танкера «Эксон Валдез». С 1995 по 1998 год на берегах озера Бочарова проводились масштабные исследования, направленные на установление видового состава, распределения и миграционных путей животных. Такие же исследования проводились с 2001 по 2003 год, основной целью биологов тогда стали морские птицы, карибу и лоси. В рамках исследования жизни лосей заповедник поддерживает тесное сотрудничество с Университетом Аляски в Фэрбанксе.

## Фауна
В озере водится огромное количество лососёвых, которые представляют прекрасную кормовую базу для многочисленных хищников: медведей, лис, росомах. Из нехищных животных в заповеднике в больших количествах встречаются лоси, карибу, выдры, бобры, в прибрежных водах обитают тюлени, морские львы, каланы, киты. В заповеднике селится огромное количество птиц: белоголовые орланы, утки, гуси, лебеди, крохали, гоголи, чирки, чернети, кряквы, куропатки, кукши, во́роны, сорокопуты, чечётки и другие.